# 玉部
玉部（ぎょくぶ）は、漢字を部首により分類したグループの一つ。
康熙字典214部首では96番目に置かれる（5画の2番目、午集の2番目）。
玉部に関する偏旁には「玉」と「王」、「玊」の3つがある。

## 概要

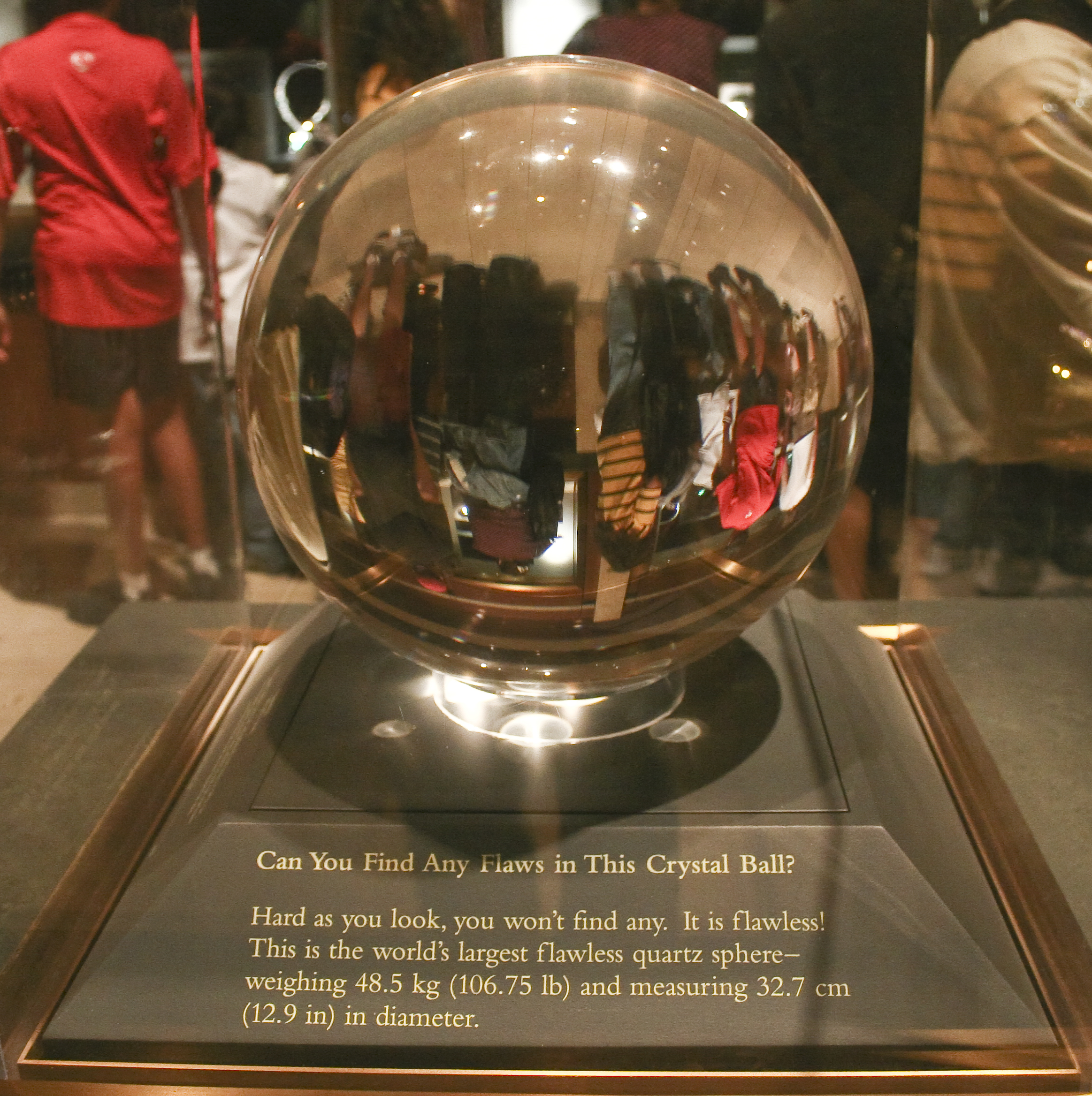

「玉」の字はヒスイなどを含めた半透明で淡緑色・淡灰色の宝石を意味する。3つの玉を連ねた形に象る。
偏旁の意符としては玉石や玉器、玉の装飾品、玉に類似した宝石などに関することを示す。偏の位置に置かれると例えば「珍」のように点のない「王」が斜めにはねた形に変形する。
「王」の字は国土を支配する君主を意味する。『説文解字』では天地人三才を貫く形とするが、甲骨文字では斧の形に象るとも言われる。偏旁としてはもっぱら声符として使われる。
このため「王」を構成要素とする漢字はもっぱら偏や旁に従って他の部に収録されており、玉部における「王」を構成要素とする漢字は他の部に分類しきれなかったものが収録されている。
また「琴（珡）」や「琵琶」、「瑟」のように冠の位置で王を二つ並べたものがあるが、元々は指で弾く弦楽器の弦を張った柱の形に象ったもので、楷書で「王」2つの字形となったものである。これらの漢字は『説文解字』では「珡部」という独立した部首に所属していた。
玉部は上記のような偏旁や筆画を構成要素とする漢字を収める。

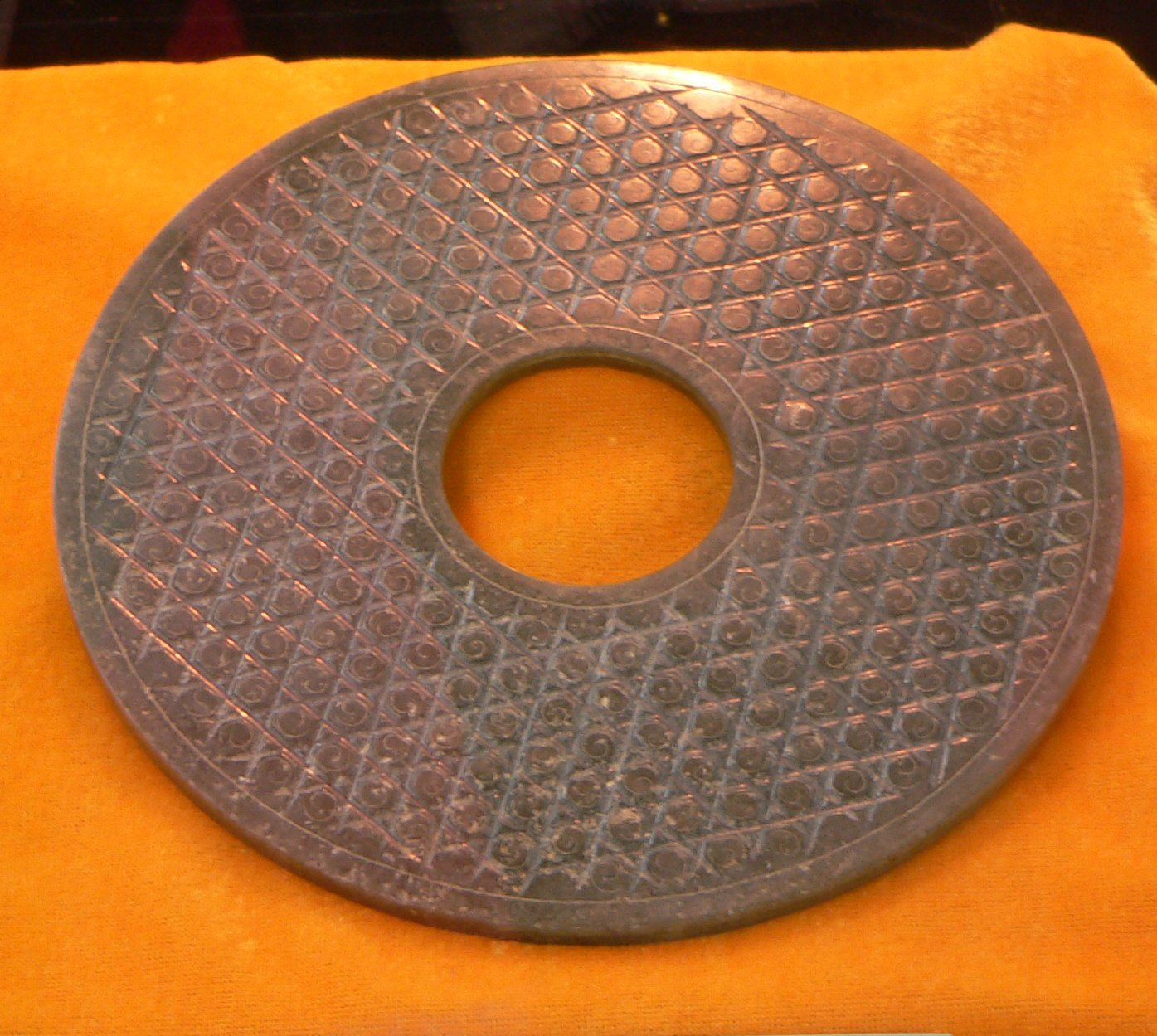
「璧」と呼ばれる玉器

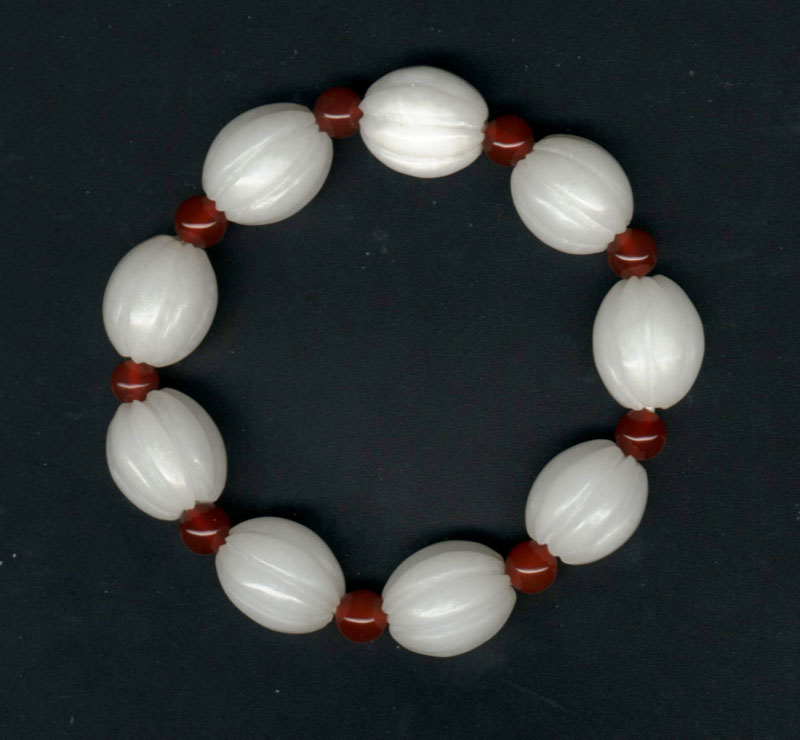
和玉で作られた腕輪

## 部首の通称
- 日本：たま・たまへん・ぎょくへん・おうへん（俗称）
- 中国：玉字旁・玉字底・王字旁・斜王旁
- 韓国：구슬옥변（guseul ok byeon、たまの玉偏）・임금왕변（imgeum wang byeon、きみの王偏）
- 英米：Radical jade

## 部首字
玉
- 中古音
  - 広韻 - 魚欲切、燭韻、入声
  - 詩韻 - 沃韻、入声
  - 三十六字母 - 疑母
- 現代音
  - 普通話 - ピンイン：yù 注音：ㄩˋ ウェード式：yü4
  - 広東語 - Jyutping:juk6 イェール式: yuk6
- 日本語 - 音：ギョク（グヰヨク）（漢音）・ゴク（呉音） 訓：たま
- 朝鮮語 - 音：옥(ok) 訓：구슬（guseul、玉）

王
- 中古音
  - 広韻 - 雨方切、陽韻、平声
  - 詩韻 - 陽韻、平声
  - 三十六字母 - 喩母三等
- 現代音
  - 普通話 - ピンイン：wáng 注音：ㄨㄤˊ ウェード式：wang2
  - 広東語 - Jyutping:wong4 イェール式:wong4
- 日本語 - 音：オウ（ワウ）（漢音・呉音） 訓：きみ
- 朝鮮語 - 音：왕(wang) 訓：임금（imgeum、きみ）

甲骨文
金文
大篆
小篆

## 例字
玉・王・玊
- 4:玩、5:珊・珈・珍・玻・珀・玲、6:珠・班、7:球・現・理・琉・琅、8:琥・琢（琢7）・琲・琳、9:瑕・瑙、10:瑣・瑪・瑠・瑤（瑶9）、11:璃・璞、13:環（環）、14:璽・瓊
- 10:瑩、13:璧
- 8:琴・琵・琶